# دار سك العملة الفنلندية
دار سك العملة الفنلندية ( الفنلندية: Suomen Rahapaja ) , (السويدية: Myntverket i Finland ) ، المسجلة قانونيًا باسمها، هي دار سك العملة الوطنية الفنلندية. أسسها ألكسندر الثاني ملك روسيا عام ١٨٦٠ م . كانت دار السك تقع سابقًا في منطقة كاتاجانوكا بهلسنكي ، ثم نُقلت منشأة الإنتاج لاحقًا إلى فانتا .

## أنظر أيضاً
- قائمة دار سك العملة الأوروبية

## روابط خارجية
- الموقع الرسمي